# Ablabesmyia melaleuca
Ablabesmyia melaleuca es una especie de insecto díptero del género Ablabesmyia, familia Chironomidae.
 Fue descrito por primera vez en 1935 por Goetghebuer. 

## Distribución
Se distribuye por el Congo.